# Cod ATC G02
Cod ATC G02 este o parte a Sistemului de clasificare Anatomo Terapeutico Chimică.
G Aparat genito-urinar și hormoni sexuali